# William C. C. Claiborne
Pour les articles homonymes, voir Claiborne.
William Charles Cole Claiborne (né entre 1773 et 1775 dans le comté de Sussex en Colonie de Virginie et mort le 23 novembre 1817 à La Nouvelle-Orléans) est un homme politique américain du Parti républicain-démocrate qui a été le premier gouverneur de la Louisiane de 1803 à 1816 après son rachat à la France. Il est aussi considéré comme le plus jeune parlementaire à avoir jamais siégé au Congrès des États-Unis, élu à l'âge de 22 ou 23 ans à la Chambre des représentants en 1797, ce qui était d'ailleurs une violation de la Constitution américaine qui fixe l'âge minimum pour devenir député fédéral à 25 ans.

## Biographie

### Jeunesse et début de carrière
Sa date de naissance n'est pas connue avec certitude et se situe entre 1773 et 1775. Claiborne étudie au Collège de William et Mary puis à la Richmond Academy. À 16 ans, il part pour New York, où il travaille chez John Beckley, le Secrétaire de la chambre des représentants, qui siégeait alors dans cette ville. Il suit ensuite le gouvernement à Philadelphie. Il entreprend alors des études de droit, puis part pour le Tennessee en 1794, où il ouvre une étude. Le gouverneur John Sevier nomme Claiborne à la cour suprême (en) de l'État en 1796. L’année suivante, il démissionne pour se présenter aux élections à la Chambre des représentants, quand bien même il n'a pas encore les 25 ans requis par la Constitution américaine. Il est élu et siègera à la chambre jusqu'en 1801 lorsqu'il est nommé gouverneur du territoire du Mississippi.

### Territoire d'Orléans
Claiborne se rend à La Nouvelle-Orléans pour y superviser le transfert de souveraineté sur la Louisiane aux États-Unis après la vente de la Louisiane par la France en 1803. Il gouverne dès lors ce qui deviendra l'État de Louisiane et qui se nomme alors le territoire d'Orléans, de 1804 à 1812.
Ses relations avec les Créoles de Louisiane sont tout d'abord plutôt tendues, puis il gagne petit à petit leur confiance en répartissant équitablement les postes entre francophones et anglophones, en imposant que les procès soient tenus dans les deux langues et en publiant une version bilingue du code civil.
Le territoire voit ensuite l'arrivée de réfugiés français de Saint-Domingue qui fuient la révolution haïtienne. Claiborne doit ensuite venir à bout d'une révolte d'esclaves dans la région de La Place.
Après que la Floride occidentale a obtenu son indépendance de l'Espagne en 1810, Claiborne annexe la région sur ordre du président Madison, qui la considère comme faisant partie de la vente de la Louisiane.

### État de Louisiane
Lorsque la Louisiane devient un État américain, Claiborne remporte l'élection au poste de gouverneur contre Jacques Villeré, et occupe ce mandat jusqu'en 1816. Quelques semaines plus tard, les États-Unis déclarent la guerre au Royaume-Uni, Claiborne organise rapidement la milice du nouvel État. Avec le général Andrew Jackson, il prépare La Nouvelle-Orléans à résister à une attaque britannique et, le 8 janvier 1815, lors de la bataille de La Nouvelle-Orléans, les Américains remportent une victoire définitive sur l'Angleterre.
Claiborne est élu au Sénat des États-Unis, où il siègera du 4 avril 1817 jusqu'à sa mort.
Il est tout d'abord inhumé dans le cimetière Saint-Louis à La Nouvelle-Orléans, honneur controversé, car c'est à l'époque le cimetière le plus prestigieux de la ville, mais catholique, alors que Claiborne est protestant. Ses restes sont ensuite déplacés au cimetière de Metairie.
La styliste Liz Claiborne (1929-2007) est une descendante directe de William Claiborne

## Hommages
Différents lieux ont été nommés en son honneur :
- Trois comtés et paroisses des États-Unis : Paroisse de Claiborne en Louisiane; comté de Claiborne dans le Mississippi et le comté de Claiborne dans le Tennessee.
- La plus longue rue de La Nouvelle-Orléans, la Claiborne Avenue.
- Le camp militaire de la Seconde Guerre mondiale, camp Clairborne en Louisiane. Ces installations sont aujourd'hui utilisé par la Garde nationale de Louisiane, principalement la 256e brigade d'infanterie.
- Le Claiborne Building, situé au centre-ville de Baton Rouge et servant pour l'administration gouvernemental de l'État de Louisiane.